# Squalius svallize
Squalius svallize är en fiskart som beskrevs av Heckel och Kner, 1858. Squalius svallize ingår i släktet Squalius och familjen karpfiskar. IUCN kategoriserar arten globalt som sårbar. Inga underarter finns listade i Catalogue of Life.